# Teatro Municipal Pax Julia
O Teatro Municipal Pax Julia, igualmente conhecido como Cine-Teatro Pax Julia, é um edifício histórico na cidade de Beja, na região do Alentejo, em Portugal. Foi inaugurado em 19 de Dezembro de 1928,

## Descrição
É o teatro que tem a maior capacidade de acolhimento ao público na região do Alentejo. Após as obras terminadas em 2005, passou a contar com um auditório de 620 lugares, e uma sala estúdio para 143 espectadores. Além da vertente teatral, também é utilizado em espectáculos ligados a outras manifestações culturais, como concertos.
O imóvel insere-se na zona especial de protecção da Convento de Nossa Senhora da Conceição, que foi classificado como Monumento Nacional em 1922.

## História
Os primeiros planos para a construção do teatro iniciaram-se ainda em meados do século XIX, por parte da Sociedade Teatral Bejense. Para este efeito, a associação adquiriu os antigos edifícios do hospício e da Igreja de Santo António, que faziam parte do complexo do Convento de Nossa Senhora da Conceição. Foi inaugurado em 19 de Dezembro de 1928, tendo os primeiros espectáculos sido três peças da companhia de Ilda Stichini, que tiveram grande sucesso.
Na década de 1950 foi alvo de profundas obras de remodelação, passando a ter 1250 lugares para espectadores. Encerrou nos finais da década de 1980, tendo sido depois comprado pela Câmara Municipal de Beja, que entre 2001 e 2005 fez obras de recuperação, como parte de um programa nacional para a remodelação de teatros e cine-teatros. Reabriu em 17 de Junho de 2005, após cerca de quinze anos de encerramento. Nas primeiras três temporadas após a reabertura, albergou 517 espectáculos e iniciativas culturais, com uma audiência de 76 mil espectadores.